# Опівнічна бібліотека
«Опівнічна бібліотека» (англ. The Midnight Library) — фентезійний роман Метта Гейґа, який опублікувало видавництво «Canongate Books» 13 серпня 2020 року. У романі розповідається про 35-річну британську жінку, нещасливу у своєму безвихідному становищі, якій надається можливість прожити життя, яке вона могла б мати, якби зробила інший вибір.

## Сюжет
Головна героїня книги — молода жінка, на ім'я Нора Сід, яка незадоволена своїм вибором у житті. Вона живе у квартирі з котом і працює у магазині музичних інструментів. Проте одного дня її раптово звільняють з роботи, а домашній улюбленець гине. Вночі героїня намагається вбити себе, але потрапляє в Опівнічну бібліотеку, якою керує її шкільна бібліотекарка місіс Елм. Бібліотека знаходиться між життям і смертю з мільйонами книг, які наповнені історіями її існування в інших реальностях. Нора проживає різні життя, подорожує між паралельними світами, обираючи книги в Опівнічній бібліотеці.

## Нагороди
«Опівнічна бібліотека» стала бестселером The New York Times, The Boston Globe та The Washington Post. Книгу також занесли до списку «Найкраще» від Christian Science Monitor, Amazon, PureWow.
«Опівнічна бібліотека» транслювалася в десяти епізодах на BBC Radio 4 у грудні 2020 року.

## Перекладиукраїнською
Українською мовою роман видало видавництво «Жорж» у перекладі Ганни Яновської у 2021 році.